# Traktat z Osimo
Traktat z Osimo to dokument podpisany przez stronę włoską (Aldo Moro i Mariano Rumor, delegaci ministra gospodarki, Eugenio Carbone) i stronę jugosłowiańską (Miloš Minić), potwierdzający przebieg granicy między tymi dwoma państwami. Został on zatwierdzony 10 listopada 1975 roku.
Po rozwiązaniu Wolnego Terytorium Triestu, jego strefa A weszła w granice Włoch, a strefa B w granice Jugosławii. Linia graniczna została wtedy wyznaczona przez delegatów francuskich i zatwierdzona przez Włochy i Jugosławię tylko w formie memorandum.
Włochy i Jugosławia zdecydowały się zawrzeć traktat, by ustalić granicę oficjalnym dokumentem.
Osimo, miejsce podpisania traktatu, to miejscowość we Włoszech niedaleko Ankony, w regionie Marche, nad Morzem Adriatyckim.